# Герман Гельмер
Герман Готліб Гельмер (нім. Hermann Gottlieb Helmer) — німецько-австрійський архітектор мюнхенської школи кінця XIX — початку XX століть. Разом з Фердинандом Фельнером спроектував і побудував близько 48 театрів у багатьох містах Центральної й Східної Європи в стилі ренесанс із елементами бароко.

## Біографія
Герман Готліб Гельмер народився в 1849 році на околиці Гамбурга (з 1885 р. — місто Гарбург, з 1937 р. — район міста Гамбург (нім. Hamburg-Harburg)). Батько — Генріх Адольф Ернст Гельмер (нім. Goldarbeiter Heinrich Adolph Ernst Helmer), мати — Луїза Аманда, до шлюбу Фрітц (нім. Louise Amanda geb. Fritz)
Спочатку вчився в Нінбурзі. Продовжив навчання у Мюнхенській академії витончених мистецтв.
У 1873 році разом з Фердинандом Фельнером заснував архітектурну контору «Фельнер і Гельмер» у Відні (Австро-Угорщина). Під керівництвом двох хазяїв фірма спроектувала й побудувала театри в містах Австрії, Німеччини, Болгарії, Хорватії, Чехії, Словаччини, Угорщини, Польщі, Румунії, Швейцарії й України (Одеса й Чернівці).
Будинок Одеського національного академічного театру опери й балету був побудований цими архітекторами в стилі віденського «бароко» в 1887 році. Архітектура залу для глядачів витримана в стилі пізнього французького «рококо». Чернівецький музично-драматичний театр імені Ольги Кобилянської був зданий 3 жовтня 1905 року.

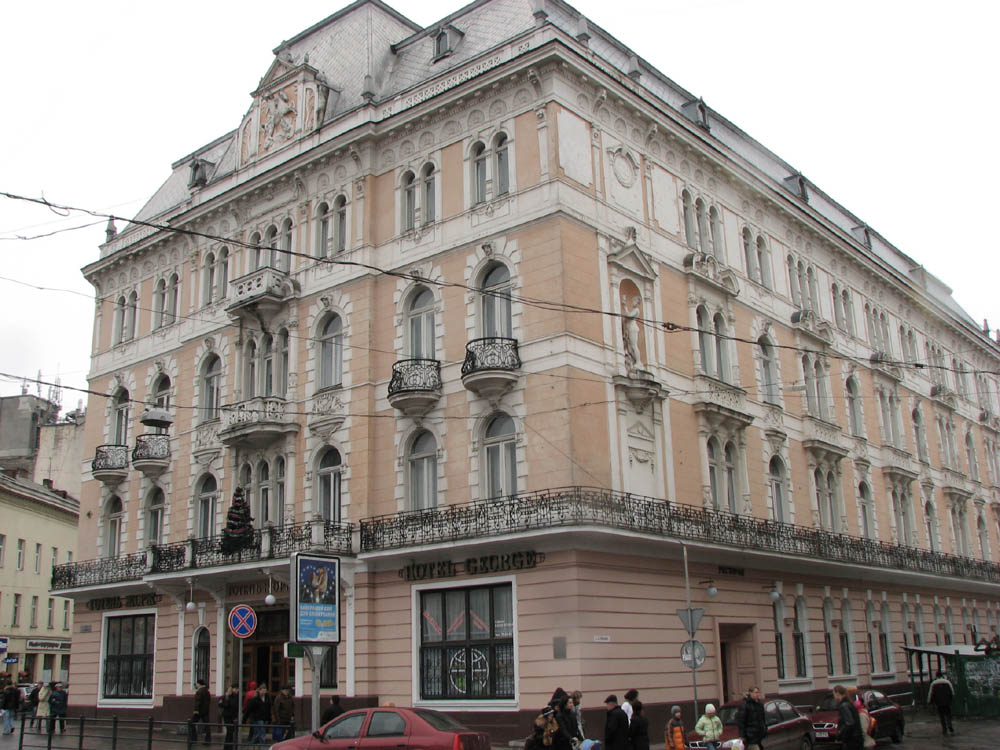
Готель «Жорж» у Львові

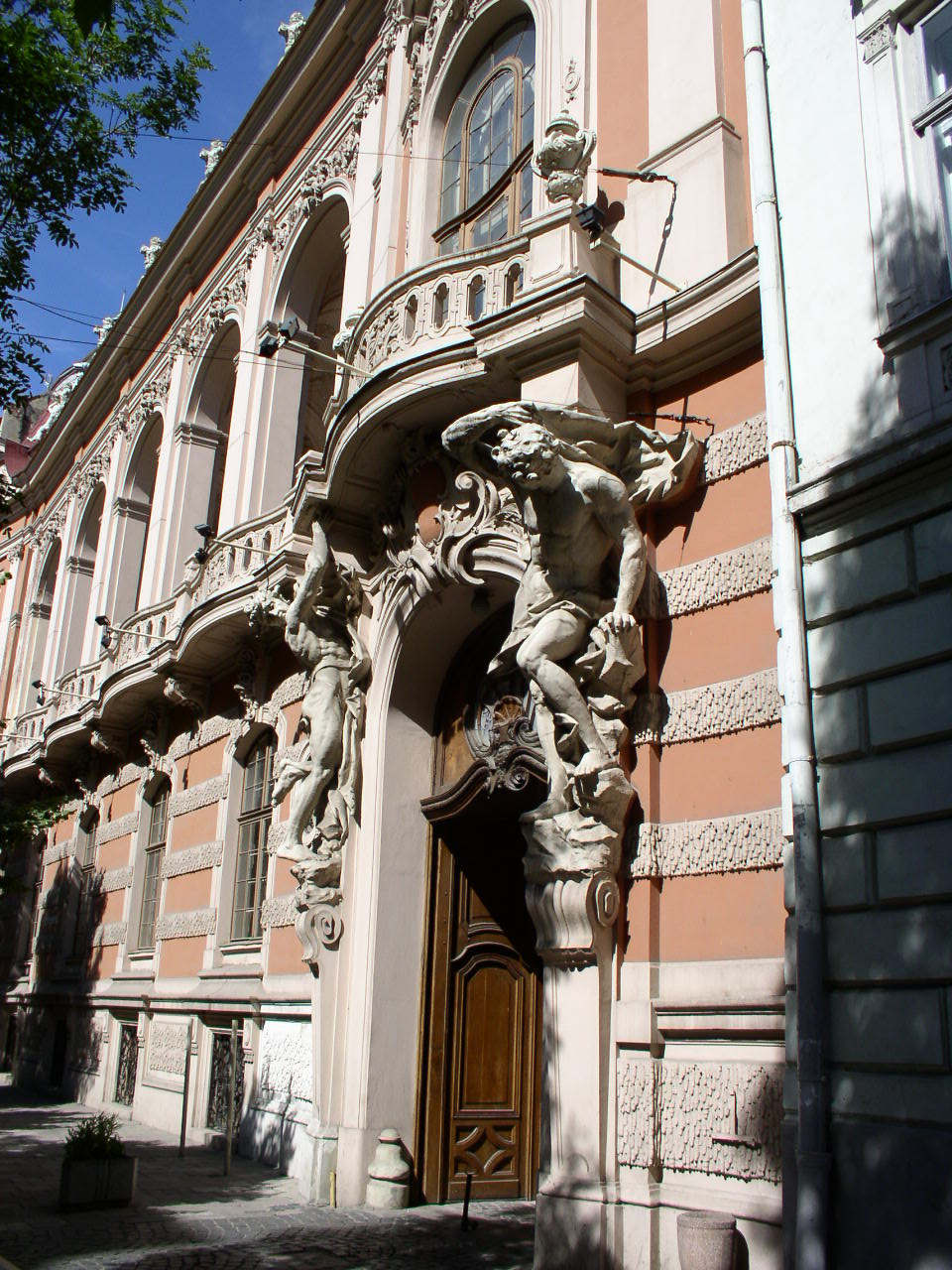
Будинок Вчених (Львів)

Сучасна будівля львівського готелю «Жорж» на площі Міцкевича та проспекті Шевченка була зведена Фельнером і Гельмером в 1901 році. Також вони спорудили «Шляхетське казино» у Львові у 1897 році на вулиці Листопадового чину, де зараз знаходиться Будинок Вчених.
«Фельнер і Гельмер» також звели новий будинок Віденської обсерваторії в 1874—1879 роках. Після врочистого відкриття обсерваторії цісарем (імператором) Францем Йозефом І у ній перебував найбільший телескоп в усьому світі того часу.